# مشروع لیلی
مشروع لیلیٰ گروه پنج‌نفرهٔ آلترناتیو راک لبنانی بود که در سال ۲۰۰۸ میلادی در یک کارگاه موسیقی در دانشگاه آمریکایی بیروت شکل گرفت.
مشروع لیلی تاکنون چهار آلبوم استودیویی منتشر کرد.

## تاریخچه
پنج عضو مشروع لیلی همگی پیش از جنگ داخلی لبنان، که در ۱۹۹۰ میلادی روی داد، به دنیا آمدند و در طول عمرشان ترورهای سیاسی، بمب‌گذاری خودروها و پست‌های بازرسی و... را شاهد بوده‌اند. آهنگ‌های آن‌ها تحت تأثیر فضای سیاسی و فرهنگی لبنان است.
گروه در فوریهٔ ۲۰۰۸ در دانشگاه آمریکایی بیروت با هفت نفر آغاز به کار کرد. آن‌ها در ابتدا به شکل زیرزمینی به فعالیت می‌پرداختند. اجرا در یک جشنوارهٔ موسیقی در بیروت توجه‌ها را به سوی مشروع لیلی جلب کرد. متن ترانه‌های آن‌ها شامل نقد جامعهٔ لبنان، شکست در عشق، تمایلات جنسی، و سیاست بود.
اعضای گروه از بازی با نامِ مشروع لیلی لذت می‌برند. ترجمهٔ مشروع لیلی به انگلیسی به هر دو صورتِ «پروژهٔ لیلی» و «پروژهٔ یک‌شبه» ممکن است. لیلی یک نام رایج برای زنان در لبنان است که به معنای شب نیز هست.

## ویژگی‌ها
متن ترانه‌های مشروع لیلی با سخنان نغز و پرمعنایشان شناخته می‌شوند. به طور مثال، الیاس موهانا، استاد ادبیات تطبیقی در دانشگاه براون، در مقاله‌ای که نیویورکر منتشر کرد، به جملاتی از سافو و والت ویتمن در ترانه‌های مشروع لیلی اشاره می‌کند.

## حاشیه‌ها

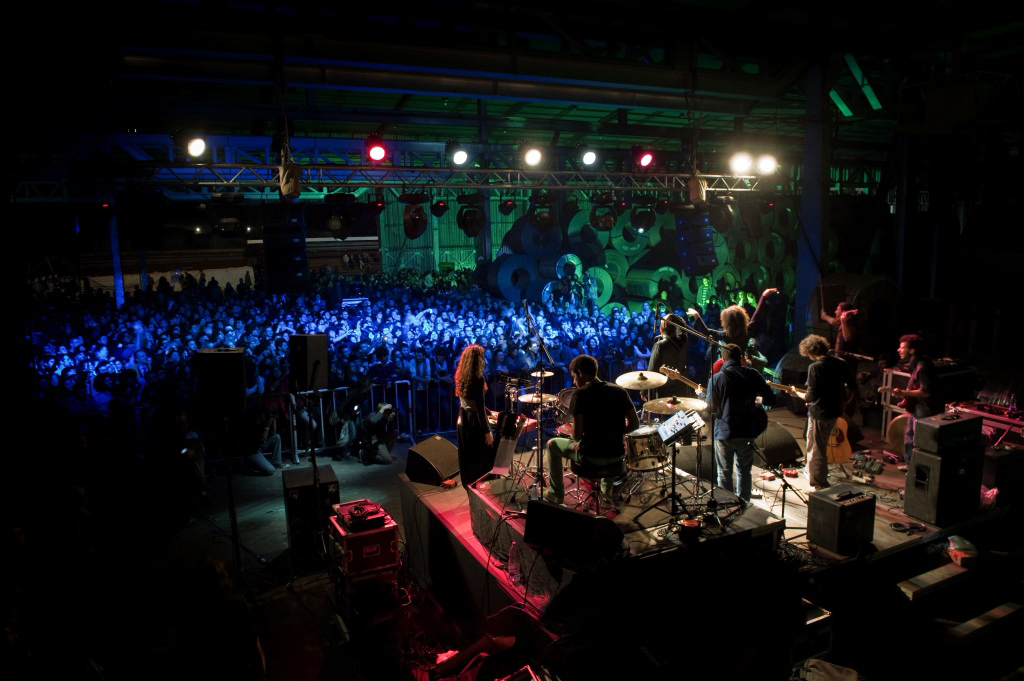
اجرای مشروع لیلی در بیروت، ۲۰۰۹ میلادی

اشاره به مسایل سیاسی، مذهبی، عشق همجنس‌گرایانه، آزادی‌های جنسی، و برابری جنسی تاکنون موجب ایجاد جنجال‌هایی برای گروه شده‌است.  صدای حامد سینو، خواننده اصلی گروه، برجسته‌ترین صدای فرهنگی همجنس‌گرایان جهان عرب است.
در آوریل ۲۰۱۶ مقامات اردنی به گروه اجازه ندادند در استان عمان به اجرا بپردازند. دلیل لغو کنسرت، نامناسب بودن مضمون‌های موجود در ترانه‌های آن‌ها، با باورهای مذهبی مردم اردن اعلام شده بود. با این وجود، پس از بازتاب یافتن موضوع در شبکه‌های اجتماعی، آن‌ها اجازه یافتند که در اردن به اجرا بپردازند.
در کنسرت مشروع لیلی در مصر در سپتامبر ۲۰۱۷ اهتزاز پرچم رنگین کمان موجب شد موجی از سرکوب جامعه ال‌جی‌بی‌تی توسط دولت مصر آغاز گردد و تا پایان ماه اکتبر اقلاً ۶۵ نفر به اتهام «ترویج انحراف جنسی و هرزگی» دستگیر شدند که برخی از آن‌ها تحت معاینهٔ اجباری مقعدی قرار گرفتند. مشروع لیلی از آن پس از اجرای برنامه در مصر محروم شد و وزیر کشور مصر گروه را متهم به ایجاد اختلاف در کشورش کرد. شورای عالی مقررات رسانه‌ای مصر نیز ترویج یا انتشار شعارهای همجنس‌گرایانه را ممنوع نمود.
حامد سنو در سپتامبر ۲۰۲۲، اعلام کرد که گروه فعالیت خود را متوقف خواهد کرد، او علتش را آزار. و اذیت نفرت‌پراکنی اعلام کرد.

## اعضای گروه
اعضای متأخر
- حامد سنو[۷] - خواننده.
- هایک پاپازیان - نوازندهٔ ویولن
- کارل جرجس - نوازندهٔ درام
- فراس ابوفخر - نوازندهٔ گیتار و کیبورد الکترونیک

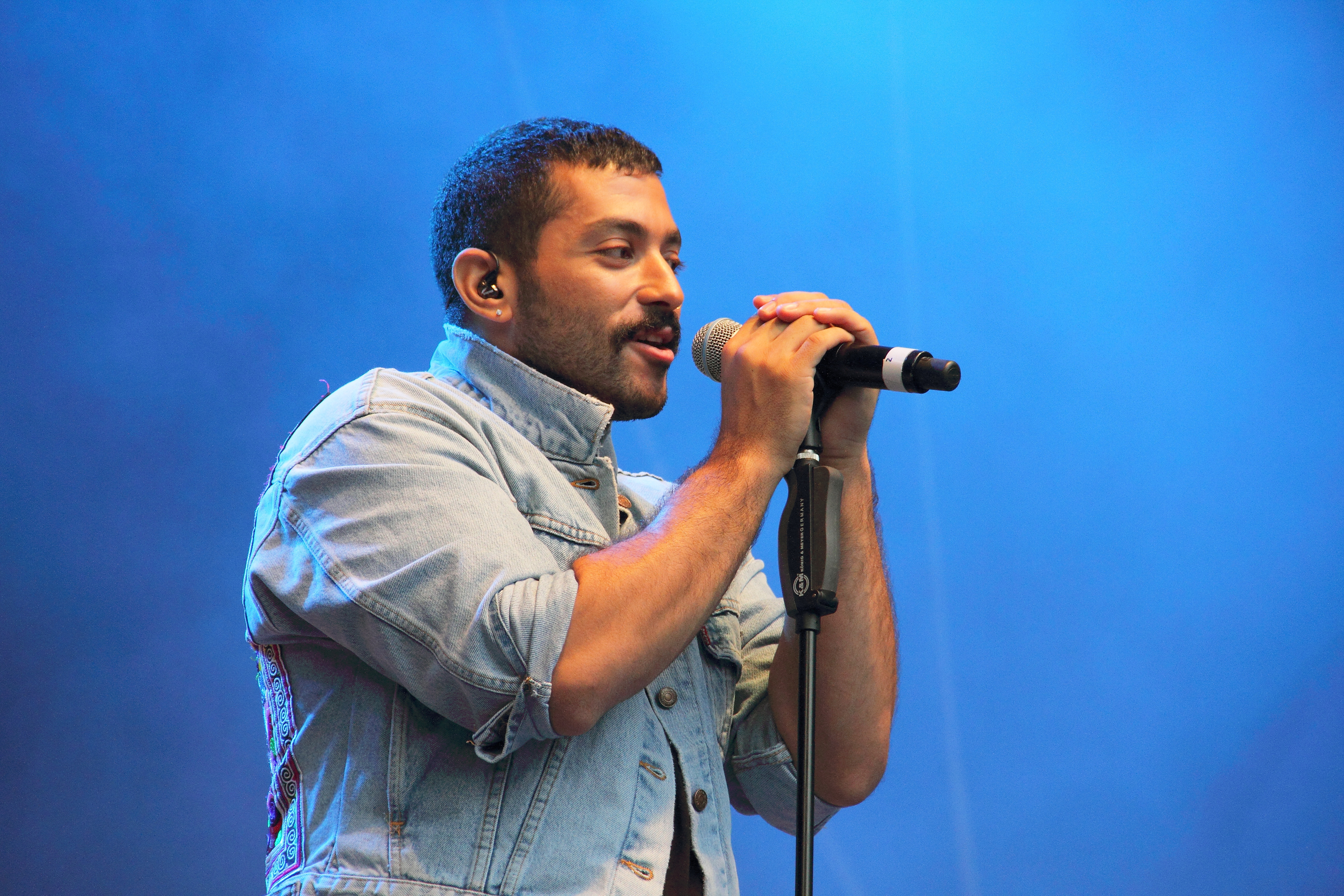
حامد سنو
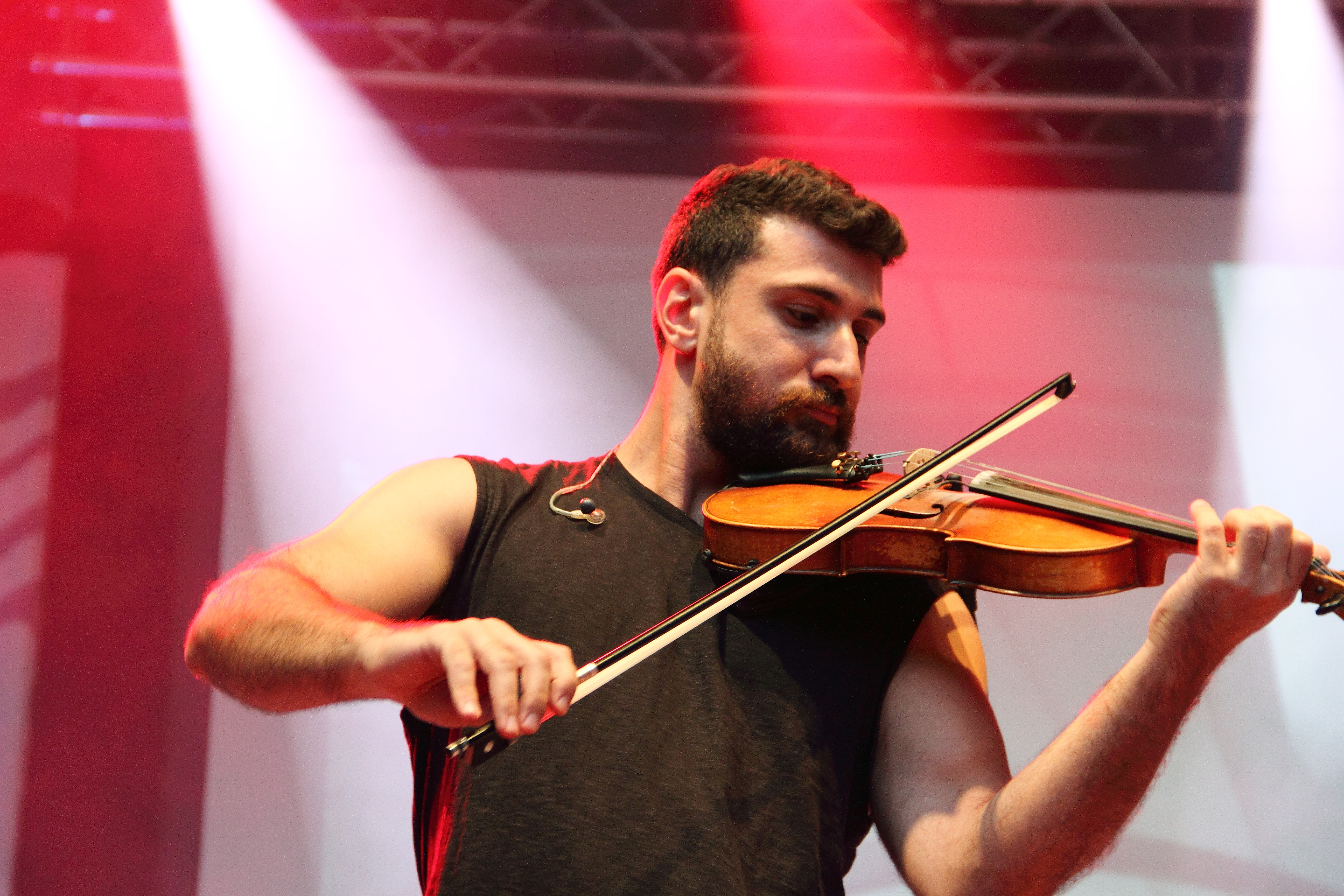
هایک پاپازیان
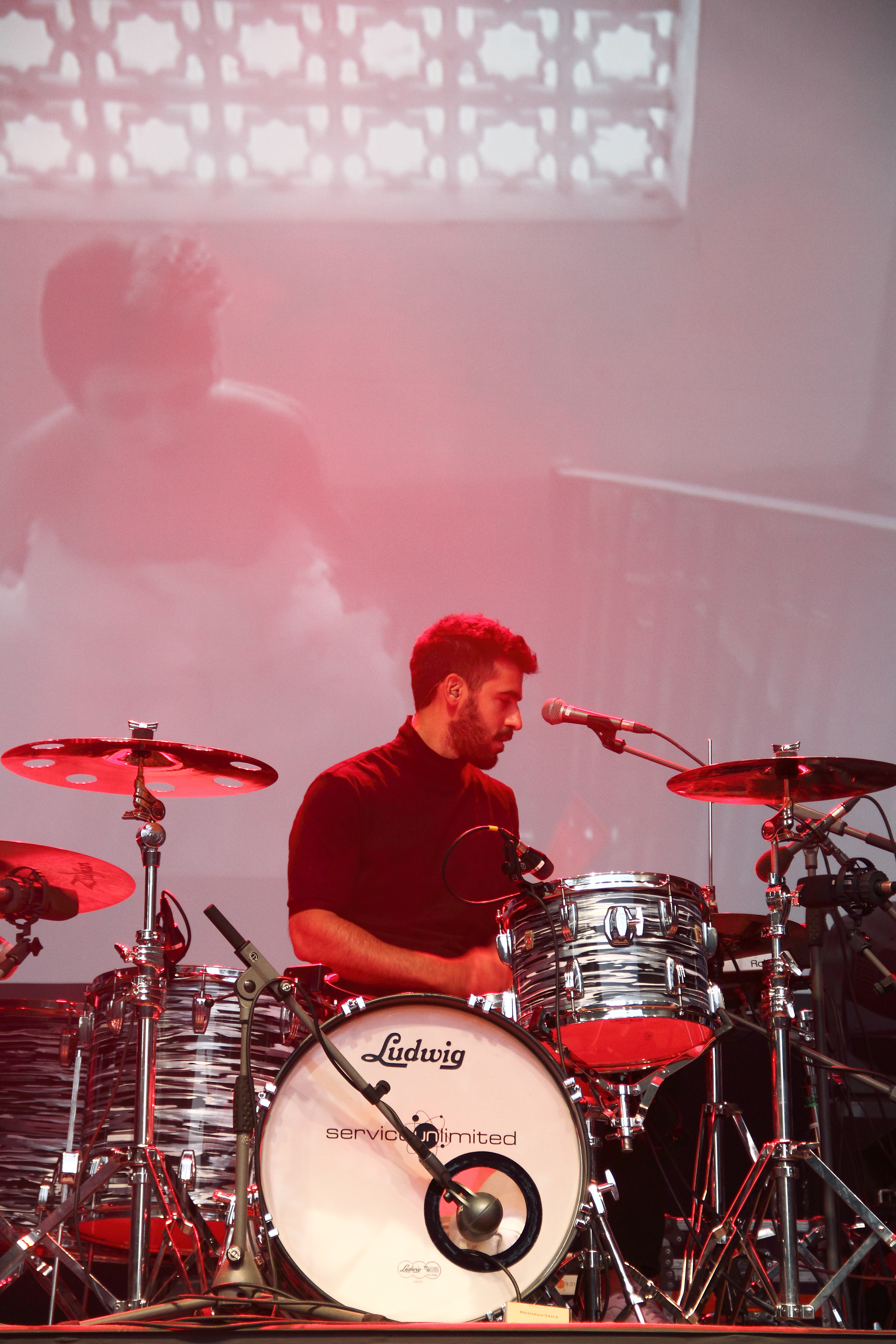
کارل جرجس
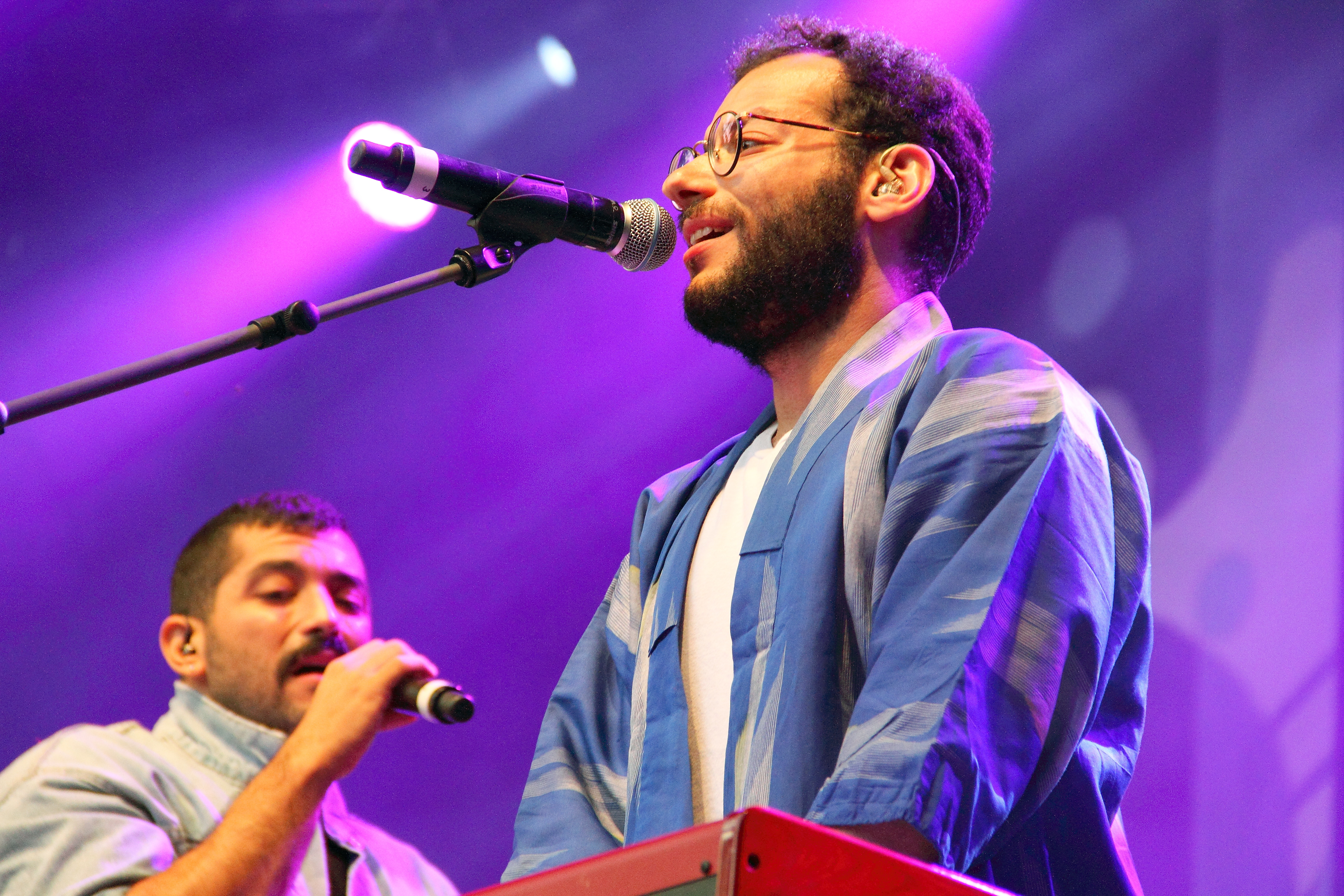
فراس ابوفخر

اعضای پیشین
- ابراهیم بدر - نوازندهٔ گیتار بیس
- امیه ملاعب - نوازندهٔ ساز شستی‌دار
- اندریه شدید - نوازندهٔ گیتار[۸][۹]

## آلبوم‌ها
- مشروع لیلی (۲۰۰۹)
- الحل رومانسی (۲۰۱۱) «راه‌حل رومانتیک»: آلبوم کوتاه
- رقصوک (۲۰۱۳) «رقصت»
- ابن اللیل (۲۰۱۵) «پسر شب»[۱۰]
- مدرسه بیروت (۲۰۱۹)[۱۱]